# 向山貴彦
向山 貴彦（むこうやま たかひこ、1970年 - 2018年3月5日）は、日本のクリエーター、小説家、翻訳家である。アメリカテキサス州生まれ。慶應義塾大学文学部英米文学専攻卒業。

## 概要
フリーのクリエイター集団スタジオエトセトラを設立。小説家としてのデビュー作は『童話物語』で、1997年にスタジオエトセトラから出版され、1999年に一部改編しなおし幻冬舎から単行本が出版された。語学力を生かし、英語の学習本『ビッグ・ファット・キャット』シリーズも出版されている。

## 経歴
両親（現在はともに梅光学院大学英文学教授）の留学先であったウェーコ (テキサス州)で生まれる。通称テディ。父親が籍を置いていたベイラー大学の図書館に母親も勤めていたため、3～4歳のころから同図書館で過ごすことが多く、そのときに読書の習慣ができた。1977年に、両親と6歳下の妹とともに日本へ帰国。下関市立山の田中学校卒業。帰国後も毎年ウェーコを家族で訪れ、同地のサマースクールで英語を習得。両親と同じ慶應義塾大学へ進学し、巽孝之のゼミに所属。在学中に知り合った妻と結婚。2002年に母親と共著で『ビッグ・ファット・キャットの世界一簡単な英語の本』を出版、200万部以上を売り上げた。
2018年3月5日午後2時5分、腎臓癌のため、東京都武蔵野市の病院で死去。47歳没。後日、東京都府中市の日華斎場で偲ぶ会が開かれた。

## 作品
- 童話物語 （1999年、幻冬舎）
- ビッグ・ファット・キャットの世界一簡単な英語の本（2001年、幻冬舎）
- ビッグ・ファット・キャットとマスタード・パイ　（2002年、幻冬舎）
- ビッグ・ファット・キャット、街へ行く（2003年、幻冬舎）
- ビッグ・ファット・キャットとゴースト・アベニュー（2003年、幻冬舎）
- ビッグ・ファット・キャットとマジック・パイ・ショップ（2003年、幻冬舎）
- ビッグ・ファット・キャットVSミスター・ジョーンズ（2004年、幻冬舎）
- ビッグ・ファット・キャットとフォーチュン・クッキー（2004年、幻冬舎）
- ビッグ・ファット・キャットと雪の夜（2004年、幻冬舎）
- ほたるの群れ1 第一話「集」（2011年、幻冬舎）
- ほたるの群れ2 第二話「糾」（2011年、幻冬舎）
- ほたるの群れ3 第三話「阿」（2012年、幻冬舎）
- ほたるの群れ4 第四話「瞬」（2012年、幻冬舎）